# Kaiser Franz Joseph I. (Schiff, 1890)
SMS Kaiser Franz Joseph I. war ein Geschützter Kreuzer der k.u.k. Kriegsmarine.

## Geschichte

Brücke der Kaiser Franz Joseph I. vor dem Umbau

Als Antwort auf den italienischen 3000 ts Kreuzer Giovanni Bausan, der von 1882 bis 1885 in der britischen Werft von Armstrong gebaut worden war, legte man in der k.u.k. Schiffswerft STT (Stabilimento Tecnico Triestino) San Rocco in Triest am 3. Jänner 1888 den Torpedo-Rammkreuzer A auf Kiel. Da die Waffenindustrie Österreich-Ungarns zu diesem Zeitpunkt noch nicht in der Lage war, die geforderte Artillerie herzustellen, musste man die schweren Geschütze bei der Friedrich Krupp AG und die Schnellfeuergeschütze bei Hotchkiss im Vereinigten Königreich ordern. Ausschlaggebend für den Bau dieses Schifftyps waren die Kosten, da ein Panzerkreuzer mit geschätzten 18 Millionen Kronen den Preis für den Torpedo-Rammkreuzer um 13 Millionen Kronen überstiegen hätte. Die sehr sparsame österreichisch-ungarische Administration war aus diesen Gründen sehr angetan vom französischen Konzept der „jeune école“, der Küstenverteidigung mit so geringen Mitteln als eben noch möglich. Stapellauf der Kaiser Franz Joseph I. war der 18. Mai 1889, und die Indienststellung erfolgte am 2. Juni 1890.
Dieser Schiffstyp war dazu vorgesehen, als Kommando-Einheit die Torpedoboote und Torpedobootszerstörer ins Gefecht zu führen und diese mit Hilfe seiner starken Schnellfeuerbewaffnung gegen feindliche Torpedoboote und Zerstörer zu schützen. Die beiden schweren Geschütze waren zur Bekämpfung von Fernzielen gedacht. Für eigene Angriffe standen Torpedorohre und ein Rammbug zur Verfügung.
Wegen der im Marineetat nicht vorhandenen finanziellen Mittel geriet man schnell ins Hintertreffen gegenüber der italienischen Marine, die bereits sieben Schiffe dieser Kategorie (Giovanni Bausan, Dogali, Piemonte und vier Schiffe der Etna-Klasse) in Dienst gestellt hatte, als man in Österreich-Ungarn am 24. Jänner 1892 erst das zweite Schiff dieses Typs (Kaiserin Elisabeth) übergeben konnte.
Angesichts der rasanten Entwicklung im Bereich der Waffentechnologie veralteten die Schiffe sehr schnell, auch machten bauartbedingte Mängel eine Modernisierung zwingend notwendig. Die Hauptartillerie wurde ausgetauscht, die Kasemattgeschütze der Mittelartillerie, wegen der ungünstigen Anbringung zu dicht über der Wasseroberfläche nur bei ruhiger See einsetzbar, wurden auf das Oberdeck verlegt. Die Kaiser Franz Joseph I. erhielt anstelle der schwach gepanzerten Geschützplattformen zwei geschlossene Geschützpanzertürme. Nach dem Abschluss der Umbauarbeiten wurde das Schiff 1908 zum Kreuzer 2. Klasse umklassifiziert. Im Jahre 1911 erfolgte eine erneute Umklassifizierung zum Kleinen Kreuzer.
Der Gefechtswert des Schiffes darf als zweifelhaft angesehen werden. In Fachkreisen der k.u.k. Kriegsmarine wurde diese Klasse abfällig als „Sternecks Sardinenbüchsen“ (nach dem damaligen Marineoberbefehlshaber, Admiral von Sterneck) bezeichnet.

## Fahrten, Einsätze, Verbleib
- 1890: Erste Reise mit einem k.u.k. Schiffsverband in die Nord- und Ostsee.
- 3. September 1890: In Kiel Besichtigung durch SM Kaiser Wilhelm II.
- 1892: Anlässlich der Kolumbusfeiern Freundschaftsbesuche in Genua und Huelva
- 1897: Fahrt nach Ostasien
- 1897: Teilnahme an der internationalen Demonstrationsflotte vor Kreta
- 1898: Anlässlich der Vasco-da-Gama Feiern Freundschaftsbesuch in Lissabon
- 1903: Ausbildungsreisen im Mittelmeer
- 1904: Ausbildungsreisen im Mittelmeer
- 1905–1908: Stationsschiff in Ostasien
- 1909: Ausbildungsreisen im Mittelmeer
- 1910: Ausbildungsreisen im Mittelmeer
- 1910–1913: Stationsschiff in Ostasien
- 1914: Bei Kriegsbeginn in der Bucht von Cattaro stationiert.
- 9. September 1914: Im Verband Beschießung der Lovćen Batterien
- 8. – 9. Jänner 1916: Im Verband Beschießung der Lovćen Batterien
- 1.–3. Jänner 1918: Keine Teilnahme an der Meuterei in Cattaro
- 7. Februar 1918: Wohnschiff in Cattaro – alle Geschütze von Bord
- 1919: Unter französischer Aufsicht als Munitionshulk in der Bucht von Zanjica außerhalb der Bucht von Cattaro vor Anker gelegt.
- 17. Oktober 1919: Durch unsachgemäße Beladung (Topplastigkeit) sinkt das Schiff während eines Sturmes mit offenen Bullaugen.
- 1922: das Wrack wird von einer holländischen Bergungsfirma lokalisiert und teilweise gehoben.
- 1967: Die jugoslawische Bergungsfirma BRODOSPAS hebt weitere Teile des Schiffes.

## Anmerkung
Der Authentizität wegen werden die Ortsnamen in der Schreibweise der k.u.k. Kriegsmarine aufgeführt. Die Verlinkungen verweisen auf die heutigen Gegebenheiten.